# Biar
| Zona urbana Centre històric Edifici d'interés Zona verda | Zona industrial Carretera secundària Via verda |

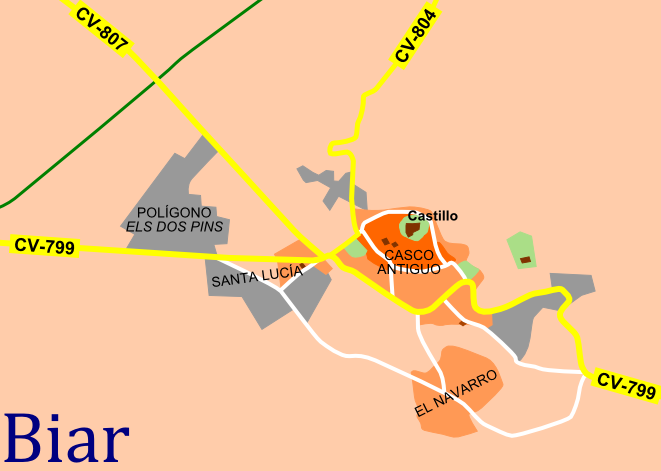
Plànol esquemàtic de la vila, amb les principals vies d'accés i comunicació.
Zona urbana
Centre històric
Edifici d'interés
Zona verda
Zona industrial
Carretera secundària
Via verda

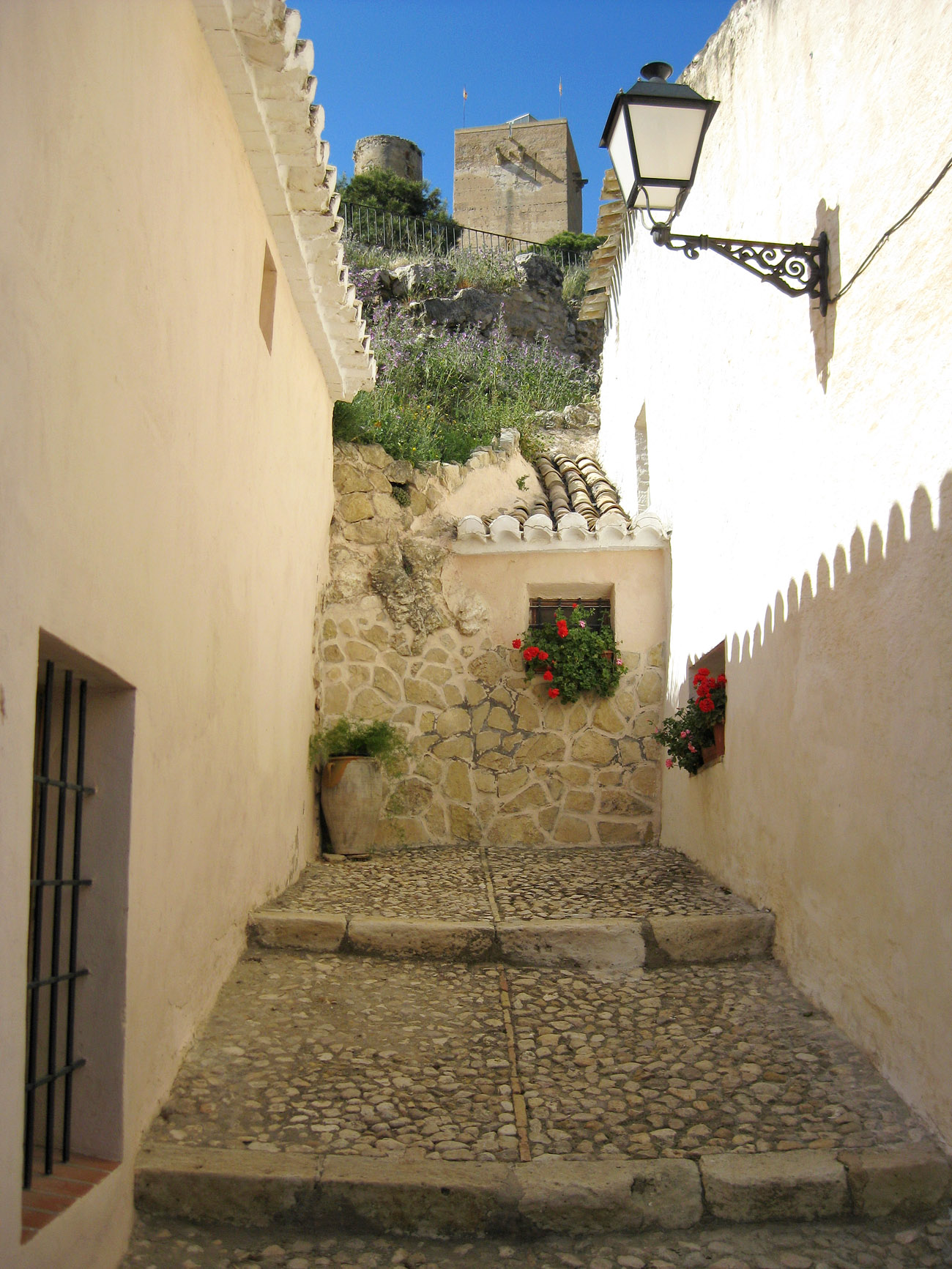
Atzucac de la vila, a prop del castell

Biar és una població del País Valencià. Pertany a la subcomarca de la Vall de Biar, que s'inclou a la DTH (Demarcació Territorial Homologada) de tercer grau de l'Alt Vinalopó donada l'ordenació establerta per la Generalitat Valenciana.
Sobre la procedència del topònim Biar hi ha dues versions, una diu que prové de la paraula llatina apiarium que significa lloc d'abelles, l'altra la deriva de l'àrab amb el significat de lloc d'aigües o pous.

## Història

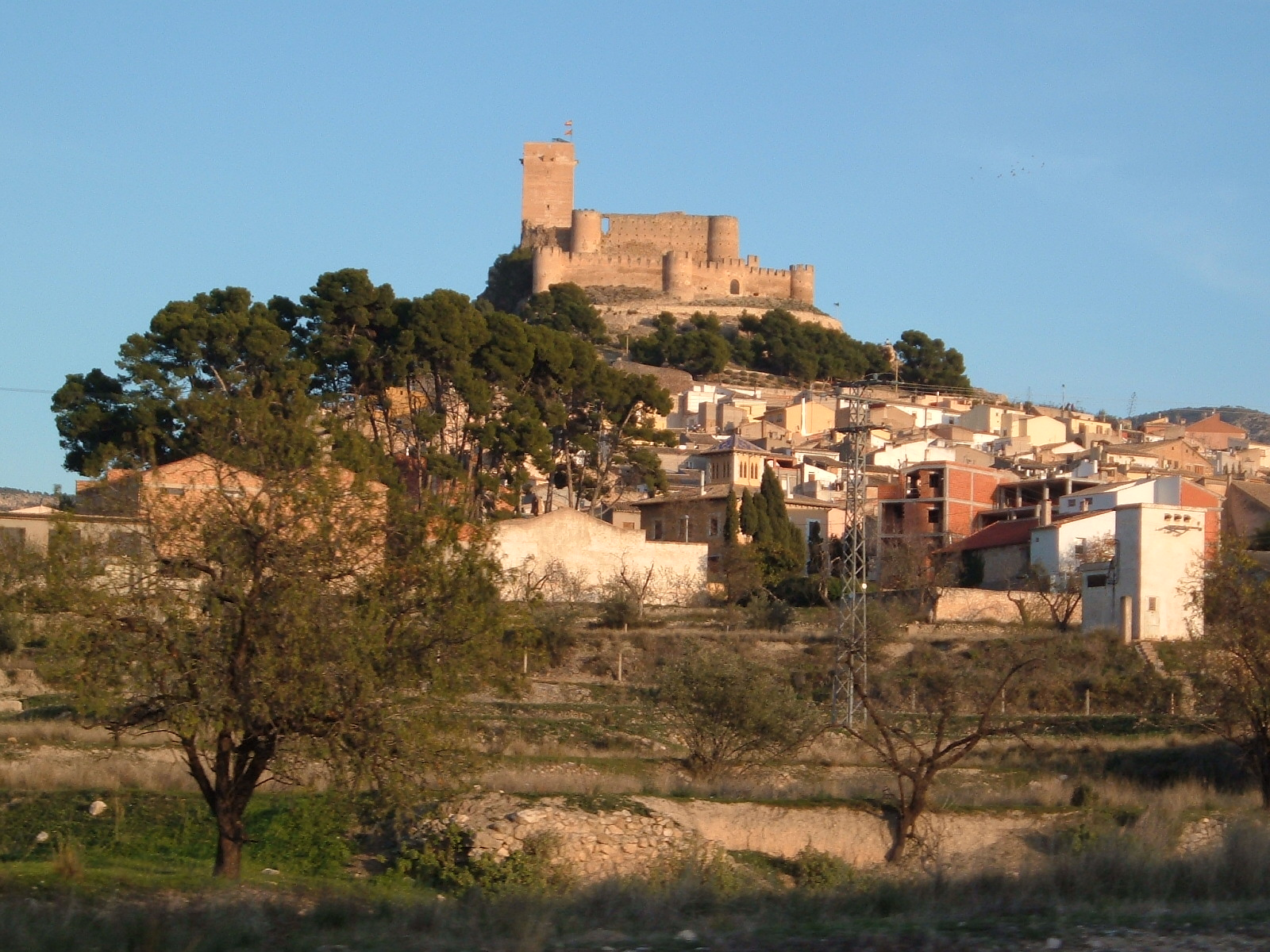
Castell de Biar

Biar va ser un lloc fronterer assignat a la Corona d'Aragó pel tractat d'Almizra de març de 1244, i va ser conquistat un any després pel rei Jaume I, després de cinc mesos de setge, segons consta al Llibre dels Feyts. En principi, el rei respectava la presència, les possessions i els costums de la població musulmana, i va limitar-se a establir una guarnició, arrendar les rendes reials i cobrar impostos. Però la sublevació dels musulmans (1276-1278) va comportar que foren expulsats. El 1280, Pere II de la Corona aragonesa confirmava les heretats repartides a la població cristiana en un document que s'ha jutjat com a vertadera carta pobla del lloc. Va constituir un nucli crucial en els conflictes castellano-aragonesos i va rebre successius privilegis, entre els quals destaca la promesa de Pere el Cerimoniós de no segregar la vila i el seu terme de la Corona. El 1386 la vila fou atacada durant una ràtzia de l'Emirat de Gharnata.
Biar tingué un paper destacat a les Germanies com a vila revolucionària, per la qual cosa fou multada amb 1660 lliures. Per contra, en la guerra de Successió es va declarar partidària de Felip V, cosa que li valgué els títols de "molt noble, lleial i sempre fidelísima". No obstant això, sembla que aquell posicionament fou més pragmàtic que no ideològic i degut a la seua posició fronterera amb Villena. Així, el Consell de la Vila va demanar al municipi d'Alcoi (austracista) que li guardara els ramats i cavalleries "... que per la proximitat que tenen al regne de Castella, i en particular a la ciutat de Villena, i témer alguna ruïna de declarar-se en lo exterior sent així que de sa voluntat y en lo secret estan de part de nostre rey [Carles III]".
Testimoni d'aquells esdeveniments és el castell que corona el poble, símbol local, visible des de l'autovia Alacant-Madrid. Majestuós de dia i encantador i màgic de nit. Juntament amb el castell també es conserven algunes restes de la muralla de la que destaquen dues portes, l'Arc de Sant Roc o porta de Xàtiva i l'Arc del Jesús o porta de Castella. Des d'elles es pot accedir al nucli antic, amb els seus carrers estrets i escarpats tots ells, de traçat radial i dirigits cap al castell.

## Demografia i economia
El creixement demogràfic de Biar durant el segle xvi va trobar el seu contrapunt en la frenada del xvii, on es van succeir epidèmies particularment intenses com la de 1676-1677. El segle xviii va suposar una forta recuperació econòmica i demogràfica. Cap al final del segle destaca la importància del blat, el cep, l'olivera i d'altres productes d'horta. El desenvolupament de la terrisseria, tant de fang blanc com de vermell, va originar relacions comercials, amb pobles veïns i amb el Regne de Múrcia. A més a més, diversos ceramistes de Biar, els teulers, popularment anomenats "castelleros", solien traslladar-se a terres de Castella o d'Aragó per la confecció de teules. A mitjan segle xix, mantingué pareguda orientació agrícola i industrial. Més recentment, ja al segle xx, l'activitat industrial s'ha centrat en el sector tèxtil i el calcer, mentre que la producció agrària s'ha adreçat més envers la comercialització. Paral·lela a l'última evolució econòmica es produí una major organització dels grups socials menys afavorits per ella; durant la Segona República la FNTT, el sindicat socialista del camp, comptava ací amb una organització (Obrers Agrícoles). A principis dels setanta hi havia uns 3.000 habitants (biaruts); el 2003, 3.578. Actualment l'economia del lloc és eminentment industrial. Malgrat tot s'hi conserva l'elaboració d'artesania ceràmica, famosa pels seus envernissats.

## Geografia
La vila de Biar s'assenta sobre els estreps de la serra de Mariola, a les serres de Biar, de la Fontanella i del Flare. Gairebé la meitat del seu ampli terme, 98,2 km², és sòl forestal amb grans pinedes. La simbiosi entre la monumentalitat del nucli urbà i l'exuberant paisatge del municipi ofereix grans possibilitats a excursionistes i senderistes que poden visitar gran quantitat de fonts, brolladors, rambles, barrancs, muntanyes com ara la Replana del Llop (1.228 m); el Reconco (1.206 m); el Cabeço Gordo (1.061 m) i el Frare (1.042 m) entre d'altres. La pujada al santuari de la Mare de Déu de Gràcia des del Plàtan; la visita a l'Aula de Natura, les Fontanelles o la Penya Tallada són altres atractius de Biar.

## Festes
Biar és un dels pobles valencians que conserva un calendari festiu més complet. Les festes principals estan dedicades a la patrona, la Mare de Déu de Gràcia. Es coneixen amb el nom de Festes de Maig i són Festes de Moros i Cristians. Se celebren del 10 al 13 de maig i formen part de les més antigues del País Valencià, cosa que ha comportat estendre la seua influència cap a altres poblacions, com ara Villena o Beneixama. En elles participen més de 2200 festers i estan compostes per set comparses o filaes. Els actes més destacats de les festes de moros i cristians de Biar són les Fogueres i el Ball dels Espies. Les fogueres s'encenen la nit del 10 de maig, a la baixada de la Mare de Déu des del Santuari al poble. En total, són més de 500 fogueres situades als cims de les muntanyes que envolten Biar, cosa que ofereix un espectacle únic. El Ball dels Espies és un acte molt singular: mé de 500 parelles vestides ballen una antiga dansa dedicada a un estimat gegant vestit de moro anomenat "la Mahoma de Biar" per a tractar de conquerir el castell. Personatges importants de les festes de Biar són els capitans i les bandereres, així com les figures de la vengaleta i la rodella que han estat prou oblidades i pareix que tornen a cobrar el protagonisme que mereixen.
Una altra festa important és la de Sant Antoni (cap de setmana més proper al 17 de gener). S'hi fa cavalcada, cordà, replega, subhasta i processó. Hi destaca la figura dita Rei Pàixaro, personatge medieval que només s'ha mantingut a Biar i que encapçala la cavalcada.
Durant l'estiu es fan algunes festes de balls, porrats, corregudes, salt, llançament de barra, i altres jocs tradicionals, cloent la festa amb les danses.
1. Festa de San Cristòfol
2. Festeta del Còlera
3. Festa dels Sants de la pedra
4. Festa de Sant Roc
5. Festa de Sant Ramon
6. Festeta de setembre

## Monuments
- Castell almohade (segle xii).
- Església de l'Assumpció (segle xvi-xvi).

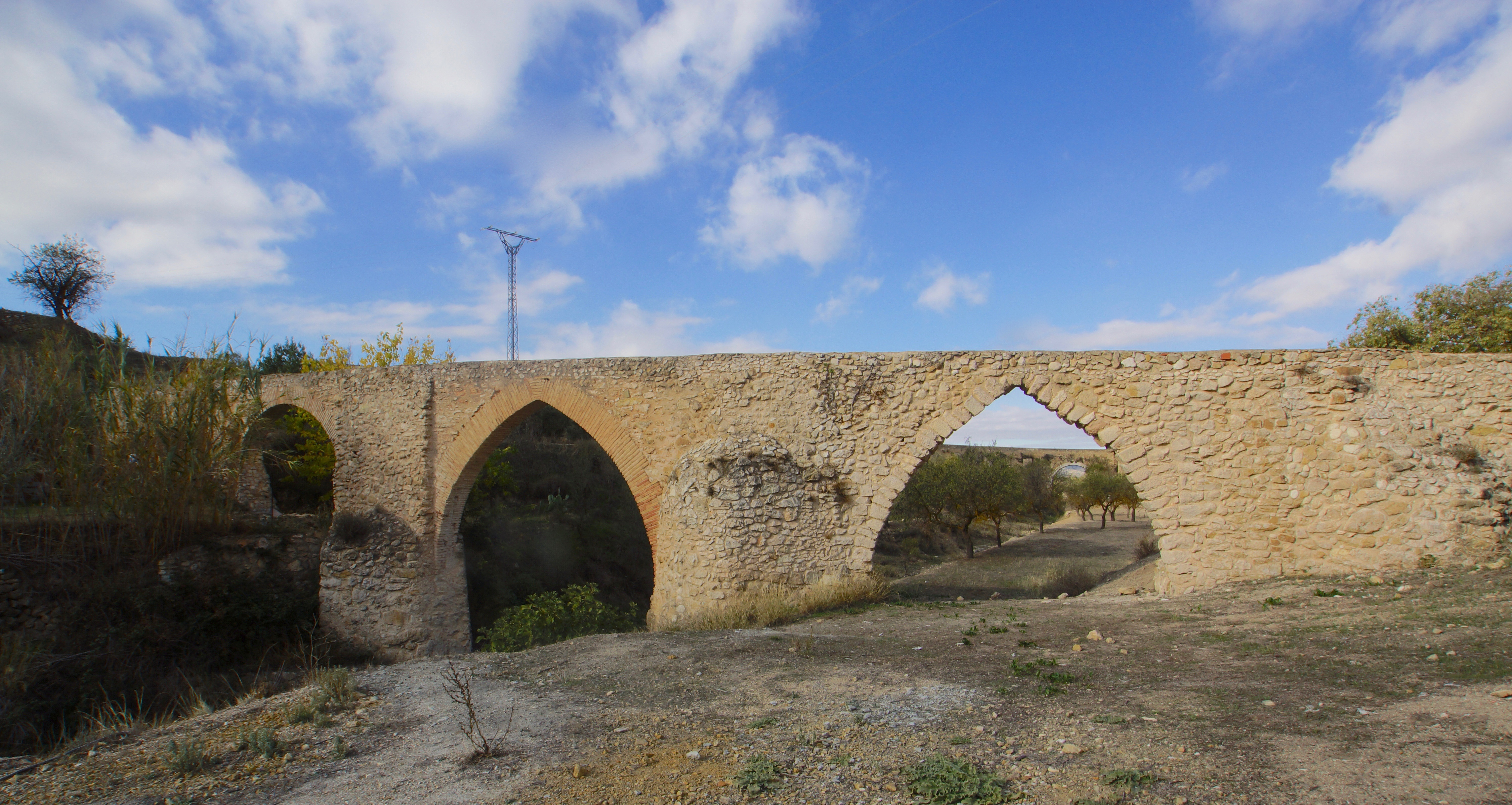
L'aqüeducte de la Rambla dels Molins

- Santuari de la Mare de Déu de Gràcia (segle xviii-xix).
- Sala de Cort o Ajuntament (segle xviii-xix).
- Ermita dels Sants de la Pedra (segle xiii).
- Ermita del Roser o Sant Ramon (segle xiii)
- Ermita de Santa Llúcia (segle xiii)
- Ermita de Sant Roc (segle xiii)
- Restes de muralla i torretes medievals, arcs de Sant Roc i del Jesus (segle xii)
- Convent de Sant Miquel (segle xiii).
- Aqüeducte de la Rambla dels Molins, aqüeducte medieval del segle xv
- Molins fariners
- Palau del Marqués de Villagracia (segle xix).
- Casa pairal de la família Marco (segle xvii).
- Casa pairal de la família Ferrís (segle xvi).
- Pous de la neu
- Arbre del Plàtan (segle xviii)
- Pi de la Tosquera
- Ginebre del Pontarró

## Associacions[calcitació]
- Grup de Cors i Danses de Biar.

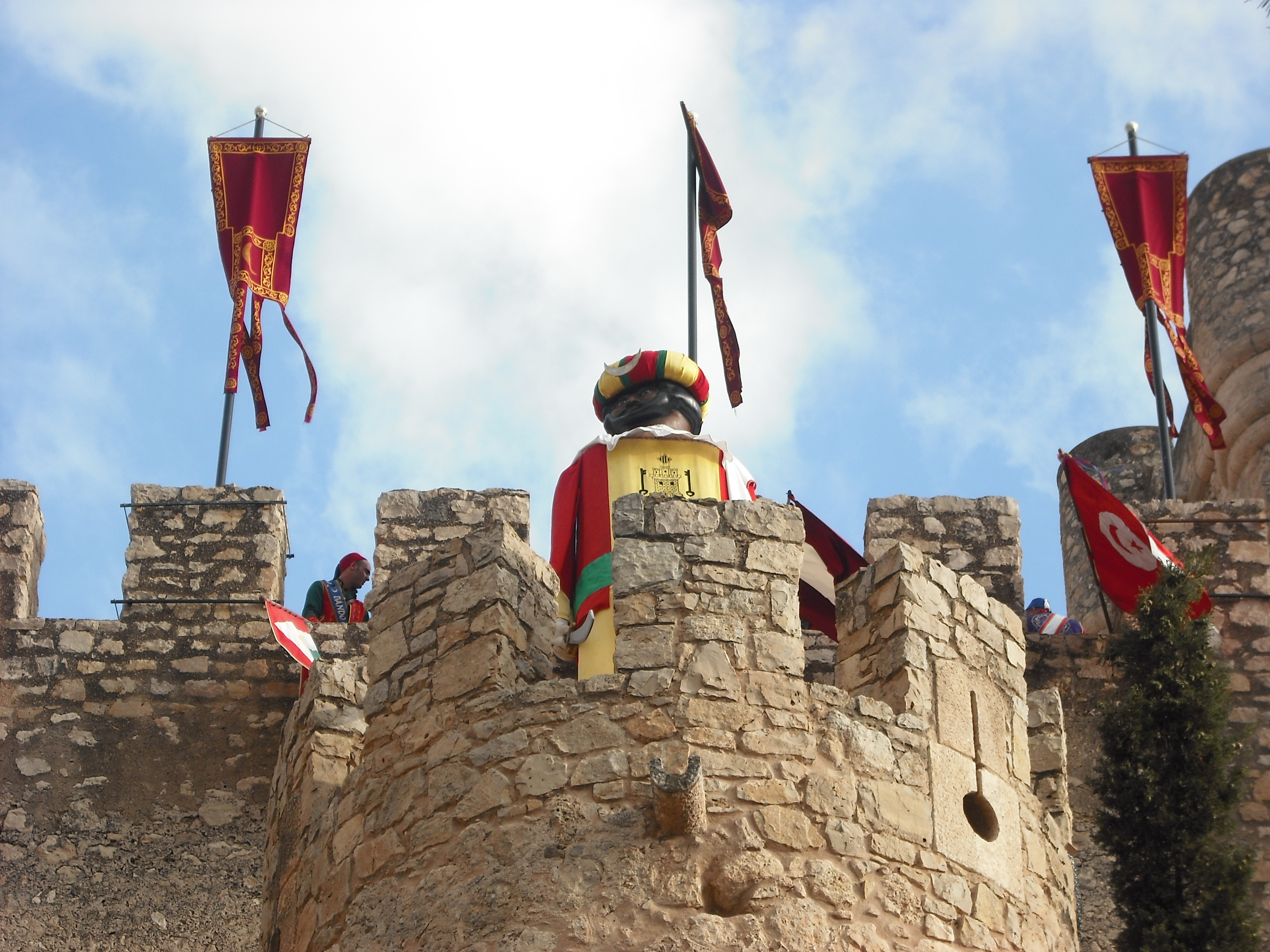
Imatge de la Mahoma de Biar a la torreta d'entrada al Castell de la Talaia de Villena.

- Associació Naturalista "Reconco" de Biar.
- Centre Excursionista de Biar.
- Associació d'Estudis Tradicionals "Sagueta Nova" de Biar.
- Grup de Teatre "Vico".
- Massa Coral "Mare de Déu de Gràcia".
- Associació grup de dolçaines i tabals "La Bassa la Vila"
- Moviment de pintura biarut.
- Societat Unió Musical de Biar.
- Coral Encant
- Club de Patinatge
- Club Esportiu Biarense
- Club de Futbol Sala Biar
- Club de Baloncesto Biar

COMPARSES DE MOROS I CRISTIANS
- Comparsa de Templers "Els Blanquets"
- Comparsa de Cristians "Els Blavets"
- Comparsa d'Estudiants
- Comparsa de Maseros
- Comparsa Moros Vells
- Comparsa Moros Tariks
- Comparsa Moros Nous

## Cultura

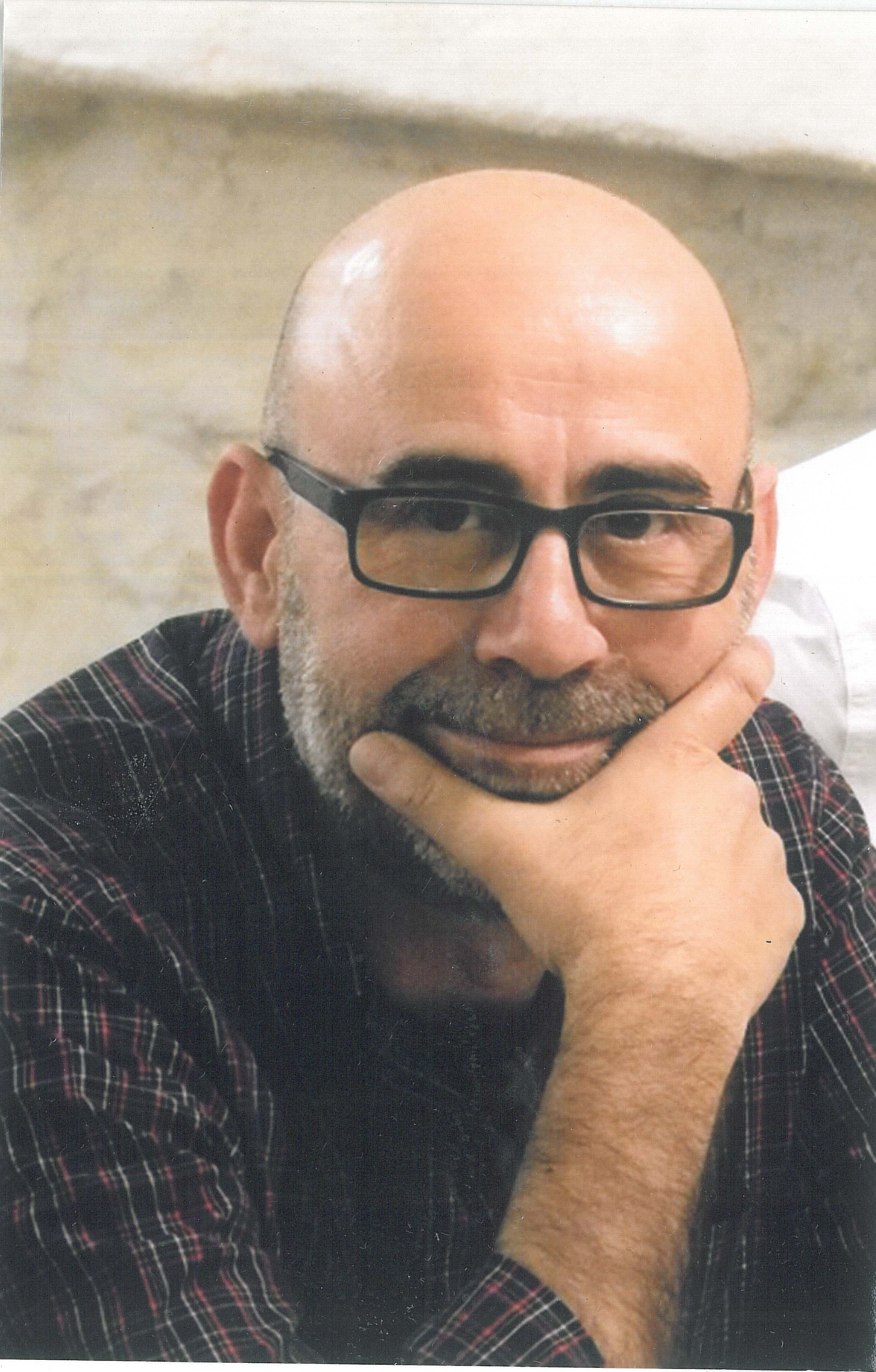
Ricardo Martínez Guillén (1962-2015)

L’Agència de Lectura Ricardo Martínez Guillén de Biar es va inaugurar l’any 1992, i l'encarregada llavors era Rosa Cerdà Gisbert. A partir de l’any 1997, s'encarregarà de la gestió Ricardo Martínez Guillén. S'ubica a la Casa de la Cultura de Biar, un edifici històric que va ser Convent de Caputxins (segle xviii) i ha tingut moltes funcions diferents: quarter de la guàrdia civil, escoles públiques, garatge, cases populars. El 1995 s'inaugura com a casa de la cultura. Es tracta d’un conjunt arquitectònic amb una església –actual auditori-, unit, mitjançant un claustre, a una àrea de dependències, on els frares hi vivien. Les cel·les i cambres han estat aprofitades per a fer aules, sales d’activitats, multiusos i zones de convivència.

## Política i govern

### Composició de la Corporació Municipal
El Ple de l'Ajuntament està format per 11 regidors. En les eleccions municipals de 26 de maig de 2019 foren elegits 6 regidors del Partit Popular (PP), 3 del Partit Socialista del País Valencià (PSPV-PSOE) i 2 de Compromís per Biar (Compromís).
| Eleccions municipals de 26 de maig de 2019 - Biar                                                                              |                                          |                                     |                                     |        |          |          |
| Candidatura | Candidatura                              | Candidatura                         | Cap de llista                       | Vots   | Vots     | Regidors |
| | Partit Popular                           |                                     | Magdalena Martínez Martínez         | 1.059  | 46,31%   | 6 (+1)   |
| | Partit Socialista del País Valencià-PSOE |                                     | Julio Sanjuán Martínez              | 561    | 24,53%   | 3 ()     |
| | Compromís per Biar                       |                                     | Joan Lluís Escoda Parra             | 473    | 20,68%   | 2 ()     |
| | Altres candidatures                      |                                     |                                     | 166    | 7,26%    | 0 ( -1)  |
| | Vots en blanc                            |                                     |                                     | 28     | 1,22%    |          |
| Total vots vàlids i regidors                                                                                                   | Total vots vàlids i regidors             | Total vots vàlids i regidors        | Total vots vàlids i regidors        | 2.287  | 100 %    | 11       |
| | Vots nuls                                | Vots nuls                           | Vots nuls                           | 42     | 1,80%    |          |
| Participació (vots vàlids més nuls)                                                                                            | Participació (vots vàlids més nuls)      | Participació (vots vàlids més nuls) | Participació (vots vàlids més nuls) | 2.329  | 79,71%** |          |
| Abstenció | Abstenció                                | Abstenció                           | Abstenció                           | 593*   | 20,29%** |          |
| Total cens electoral | Total cens electoral                     | Total cens electoral                | Total cens electoral                | 2.922* | 100 %**  |          |
| Alcaldessa: Magdalena Martínez Martínez (PP) (15/06/2019) Per majoria absoluta dels vots dels regidors (6 vots de PP)          |                                          |                                     |                                     |        |          |          |
| Fonts: JEC, JEZ Villena, M. Interior, Periòdic Ara. (* No són vots sinó electors. ** Percentatge respecte del cens electoral.) |                                          |                                     |                                     |        |          |          |

### Alcaldes
Des de 2019 l'alcaldessa de Biar és Magdalena Martínez Martínez del Partit Popular (PP).
| Període                       | Alcalde o alcaldessa                      | Partit polític | Data de possessió     | Observacions        |
| ----------------------------- | ----------------------------------------- | -------------- | --------------------- | ------------------- |
| 1979–1983                     | Justo Román Soriano                       | PSPV-PSOE      | 19/04/1979            | --                  |
| 1983–1987                     | Justo Román Soriano                       | PSPV-PSOE      | 28/05/1983            | --                  |
| 1987–1991                     | Justo Román Soriano                       | PSPV-PSOE      | 30/06/1987            | --                  |
| 1991–1995                     | Justo Román Soriano                       | PSPV-PSOE      | 15/06/1991            | --                  |
| 1995–1999                     | Ramón Belda Díez                          | PP             | 17/06/1995            | --                  |
| 1999–2003                     | Ramón Belda Díez Cristóbal Román Almiñana | PP PSPV-PSOE   | 03/07/1999 22/07/2000 | Moció de censura -- |
| 2003–2007                     | Cristóbal Román Almiñana                  | PSPV-PSOE      | 14/06/2003            | --                  |
| 2007–2011                     | Magdalena Martínez Martínez               | PP             | 16/06/2007            | --                  |
| 2011–2015                     | Magdalena Martínez Martínez               | PP             | 11/06/2011            | --                  |
| 2015–2019                     | Julio Sanjuán Martínez                    | PSPV-PSOE      | 13/06/2015            | --                  |
| 2019-2023                     | Magdalena Martínez Martínez               | PP             | 15/06/2019            | --                  |
| Des de 2023                   | n/d                                       | n/d            | 17/06/2023            | --                  |
| Fonts: Generalitat Valenciana |                                           |                |                       |                     |